# 30 de marzo
El 30 de marzo es el 89.º (octogésimo noveno) día del año en el calendario gregoriano y el 90.º (nonagésimo) en los años bisiestos. Quedan 276 días para finalizar el año.

## Acontecimientos
- 1282: en Palermo (Sicilia), una revuelta (las Vísperas sicilianas) origina la expulsión de los Anjou de la isla.
- 1493: los Reyes Católicos, tras el regreso de Cristóbal Colón, prohíben los viajes a América sin licencia previa.
- 1544: en Sevilla (España), el padre dominico Bartolomé de las Casas es consagrado obispo de la región de Chiapas (México).
- 1612: en Bolivia, el capitán Pedro Lucio Escalante de Mendoza funda la aldea de Vallegrande.
- 1615: en España, Cervantes recibe autorización real para la impresión de la segunda parte de El Quijote.
- 1689: en el mercado popular de Varsovia (Polonia) la Dieta católica quema vivo al aristócrata Kazimierz Liszinski por herejía.
- 1781: en España muere ejecutado el famoso bandolero Diego Corrientes.
- 1806: José Bonaparte es nombrado rey de Nápoles.
- 1818: Se crea la Primera Escuadra de la Marina de Chile
- 1814: París capitula ante los aliados que luchaban contra Napoleón.
- 1844: en la ciudad de Santiago de los Caballeros (República Dominicana) tiene lugar la segunda batalla por la independencia nacional, donde vence el general José María Imbert.
- 1845: España reconoce la independencia de Venezuela.
- 1856: se firma en París el tratado que pone fin a la Guerra de Crimea.
- 1863: la Asamblea Nacional griega aprueba el nombramiento del segundo hijo del príncipe heredero de Dinamarca como rey de Grecia, que ocupó el trono con el nombre de Jorge I.
- 1867: los Estados Unidos compran Alaska a Rusia por 7,2 millones de dólares estadounidenses.
- 1870: en el fuerte Sarmiento (actual ciudad argentina de Río Cuarto), el coronel Lucio V. Mansilla parte en una expedición pacífica de 18 días hasta las tierras del cacique ranquel Mariano Rosas. Dos meses después publicará ese relato como Una excursión a los indios ranqueles.
- 1880: en Madrid se inaugura la estación ferroviaria de Las Delicias.
- 1881: Francia invade Túnez.
- 1900: se funda la Asociación Uruguaya de Fútbol.
- 1901: España y Japón firman un tratado comercial.
- 1907: se disuelven las Cortes españolas.
- 1909: se funda la actual ciudad de Gerli, en la Zona Sur del Gran Buenos Aires, por parte del industrial textil Antonio Martino Gerli.
- 1912: en Marruecos, tras 31 años de invasión, Francia establece el «protectorado» sobre una parte de ese país.
- 1920: en Madrid se plantea el lock out en el ramo de la construcción.
- 1921: las universidades de Oxford y Cambridge disputan, por centésima vez, su clásica regata de ocho con timonel en el Támesis.
- 1922: en toda España se restablecen las garantías constitucionales.
- 1924: en Barcelona dos personas mueren intoxicadas por heroína.
- 1927: en Argentina se realiza la primera comunicación telegráfica con la Antártida, entre Ushuaia y la Base Orcadas.
- 1929: en Madrid se realiza por primera vez la procesión nocturna del Silencio, organizada por la congregación de Caballeros del Pilar.
- 1932: en México se estrena Santa, la primera película sonora del cine de ese país.
- 1938: en España, Juan Negrín asume la cartera del Ministerio de la Guerra.
- 1938: en la provincia de Shandong, a 690 km al sur de Pekín (China) ―en el marco de la segunda guerra sino-japonesa (1937-1945)― continúa la Batalla de Taierzhuang (24 de marzo a 7 de abril de 1938), en que el ejército de la República de China vencerá al ejército del Imperio del Japón. Se trata de la primera gran victoria china de la guerra. Humilló al ejército japonés y destrozó para siempre su reputación como «fuerza invencible».
- 1939: durante la guerra civil española, las tropas franquistas ocupan Valencia.
- 1943: Jean Moulin, que había llegado a Londres en febrero, vuelve clandestinamente a Francia.
- 1945: los rusos toman la ciudad de Dánzig durante la Segunda Guerra Mundial.
- 1949: el equipo ciclista Lapebie-Brunneel vence en la XXVI edición de los Seis Días de París.
- 1949: el jefe de Estado Mayor sirio, Hussein As-zaim, derroca al gobierno.
- 1950: quedan anexados a la capital de España los términos municipales de Canillas, Canillejas y Hortaleza.
- 1958: en el estado Sucre, Venezuela, se funda la población de El Tacal.
- 1950: el tribunal de la zona internacional de Tánger dicta sentencia en el caso de introducción de armas en el territorio español de Marruecos. El principal acusado es condenado a tres años y medio de reclusión y 50 000 francos de multa y el resto de procesados a penas menores.
- 1961: el avión cohete estadounidense X-15 alcanza la velocidad de 4170 km/h y la altura de 50,3 km.
- 1962: en Buenos Aires (Argentina), al día siguiente del derrocamiento de Arturo Frondizi, el nuevo ministro de Economía Jorge Wehbe (32) realiza una devaluación del peso: los argentinos ven reducidos sus sueldos un 45 %. Los empresarios realizan un fabuloso negociado con los dólares. Una semana después Wehbe será remplazado por Federico Pinedo (abuelo del actual presidente del Senado argentino).
- 1964: en la monárquica Arabia Saudita, el rey Saud confía el poder ejecutivo al príncipe heredero, Faysal.
- 1965: un atentado en Saigón causa 13 muertos en la embajada estadounidense.
- 1968: el protectorado británico "Estados de la Tregua", formado por Catar y Baréin, se unen para formar una nación llamada Federación de Emiratos del Golfo Pérsico.
- 1972: un ataque comunista por la zona desmilitarizada en Vietnam desata la "ofensiva de primavera".
- 1976: en el País Vasco ―después de 40 años de dictadura franquista― se emplea el idioma euskera en el ayuntamiento de San Sebastián.
- 1976: se producen sangrientos enfrentamientos en Cisjordania entre fuerzas del orden israelíes y la población árabe, que protesta contra las expropiaciones.
- 1979: Adolfo Suárez es investido presidente del Gobierno español, tras obtener el voto de confianza del Congreso.
- 1980: en San Salvador (capital de El Salvador), fuerzas del Gobierno matan a balazos a 40 civiles desarmados en los funerales de Óscar Romero, arzobispo de San Salvador asesinado el 24 de marzo por un comando militar.
- 1980: en Azcoitia (Guipúzcoa), el niño José María Piris Carballo, de 13 años de edad, fallece al ser alcanzado por la explosión de una carga puesta por la banda terrorista ETA bajo el coche de un guardia civil.[1]
- 1980: en Guernica se constituye el primer Parlamento vasco, sin la presencia del grupo Herri Batasuna (HB).
- 1981: en Estados Unidos se realiza un intento de asesinato contra el presidente Ronald Reagan.
- 1981: se subasta en Londres el cuadro de Salvador Dalí El sueño, por 70 millones de pesetas.
- 1982: en Buenos Aires, la policía reprime duramente una manifestación que pide la derogación del estado de sitio (y la finalización de la sangrienta dictadura militar), con un balance de un muerto, numerosos heridos y 2000 detenidos. Dos días después el Ejército argentino tomará las islas Malvinas.
- 1982: en Bolivia, la población se adhiere masivamente a la huelga general contra la junta militar de Celso Torrelio Villa.
- 1983: en San Sebastián (País Vasco) se celebra una multitudinaria manifestación bajo la consigna de «No al terrorismo».
- 1984: España compra a Europa misiles antiaéreos Roland por valor de 30 000 millones de pesetas.
- 1985: en Chile, la dictadura de Augusto Pinochet tortura y degüella a tres profesores comunistas, Manuel Guerrero Ceballos, Santiago Nattino y José Manuel Parada (Caso Degollados).
- 1985: en España, el Comité Central del Partido Comunista Español destituye como portavoz parlamentario a su líder histórico Santiago Carrillo.
- 1986: en Londres, Linda Jacobsen ―una mujer sometida a fecundación in vitro― da a luz quintillizos.
- 1987: en Londres, el cuadro Los girasoles, de Vincent van Gogh, logra el récord en una subasta celebrada con el pago de 22 millones de libras.
- 1988: en Hungría se constituye el partido Fidesz (acrónimo de Fiatal Demokraták Szövetsége que significa Unión Cívica Húngara).
- 1992: en Francia la policía detiene —con la colaboración de la Guardia Civil española—, a los tres máximos dirigentes de la banda terrorista ETA: Francisco Múgica Garmendia, Joseba Aguirre Erostarbe y José Luis Álvarez Santacristina, y a siete personas más.
- 1998: las empresas tabaqueras pagan a la Administración de Estados Unidos 78 billones de pesetas para evitar las indemnizaciones que exigen los fumadores por los perjuicios del tabaco en la salud.
- 2001: en Estados Unidos se estrena la serie animada de televisión Los Padrinos Mágicos en Nickelodeon.
- 2002: en Torredembarra (Tarragona), un accidente ferroviario causa 2 muertos y 90 heridos.
- 2003: en la final del torneo Cayo Vizcaíno, el tenista estadounidense André Agassi vence al español Carlos Moyá.

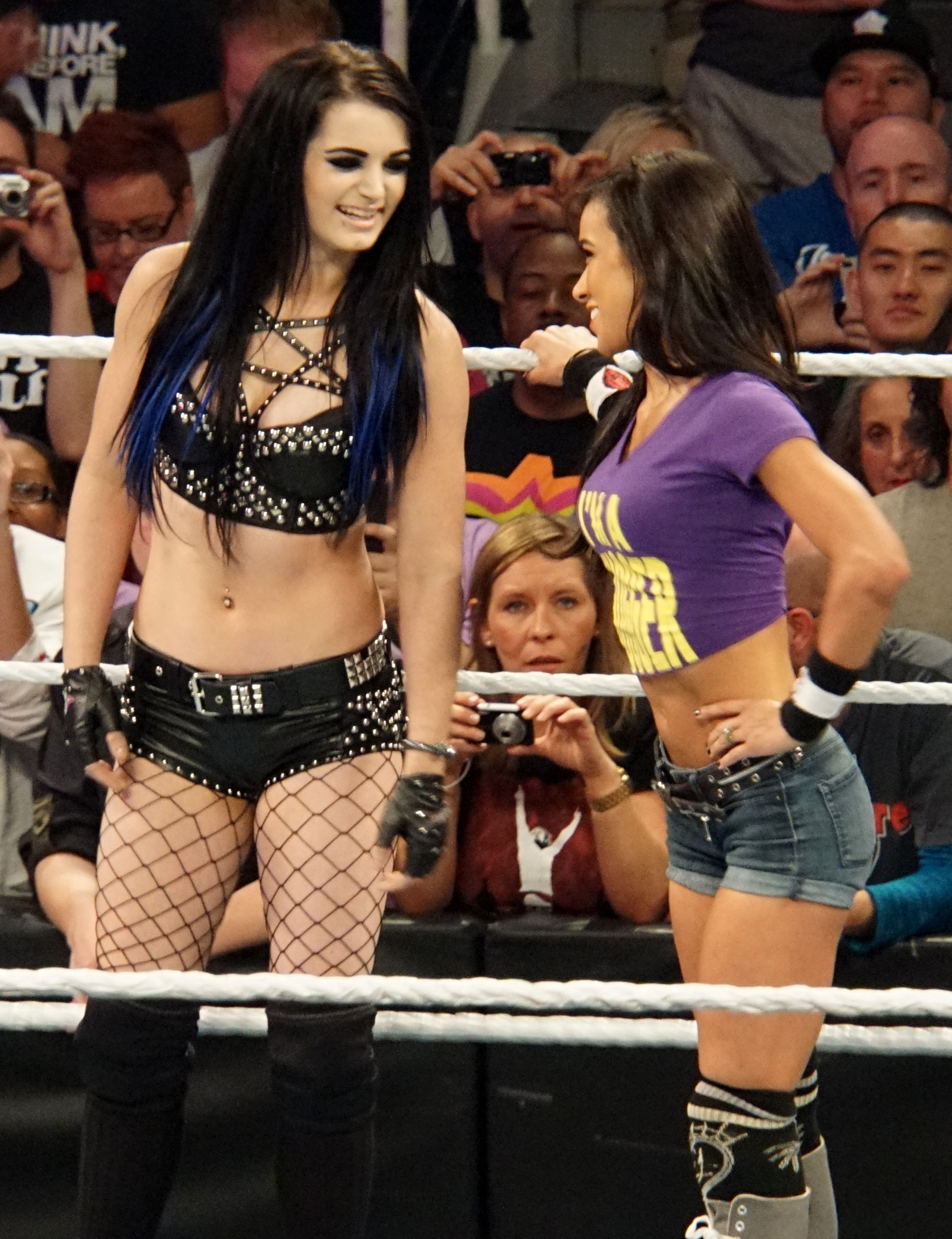
AJ-Lee en su último combate como profesional, junto a Paige.

- AJ-Lee en su último combate como profesional, junto a Paige.2006: en Baréin mueren 57 personas en el naufragio de un barco turístico.
- 2006: en Alcira (Valencia) la custodia de una menor desencadena un tiroteo entre dos familias. Fallecen cuatro personas y otras cinco resultan heridas.
- 2006: un estudio revela que el aire sobre la Antártida se calienta más que la media global, lo que podría explicar porqué los gases de efecto invernadero tienen en estas latitudes un mayor impacto en comparación con el resto del planeta.
- 2010: en el CERN (Suiza), el LHC (gran colisionador de hadrones) consigue colisionar dos haces de protones a 7 TeV, abriendo una nueva era de la física.
- 2010: en Medellín (Colombia) se clausuran los Juegos Suramericanos.[2]
- 2010: en Europa, el euríbor alcanza su récord histórico mínimo, con un valor de 1,21 %.
- 2012: RTP Internacional deja atrás el Logo de RTP1 y adopta uno nuevo con base en los colores de la bandera portuguesa.
- 2015; en el WWE Raw post WrestleMania, en compañía de Paige y Naomi, AJ-Lee tuvo su último combate como luchadora profesional despidiéndose con victoria.
- 2022: en el derby español entre Real Madrid C. F. y F. C. Barcelona que marcaba la vuelta de cuartos de final de la UEFA Champions League femenil se estableció el récord de asistencia en un partido de fútbol femenino con un total de 91 553 aficionados presentes en el Camp Nou. Un día histórico para el balompié de mujeres.

## Nacimientos
- 1135: Maimónides, filósofo andalusí. (f. 1204).
- 1432: Mehmed II, sultán otomano (f. 1481).
- 1468: Diego García de Paredes, militar español (f. 1533).
- 1743: Diego José de Cádiz, religioso español (f. 1801).
- 1746: Francisco de Goya, pintor y grabador español (f. 1828).
- 1754: Jean-François Pilâtre de Rozier, químico francés (f. 1785).
- 1756: Juan Antonio Llorente, político y eclesiástico español (f. 1823).
- 1773: Simona Duque de Alzate,  fue una patriota colombiana. (f.1858).
- 1793: Juan Manuel de Rosas, político y militar argentino (f. 1877).
- 1811: Robert Bunsen, químico alemán (f. 1899).
- 1820: Anna Sewell, novelista británica (f. 1878).
- 1843: Enrique Villarroya y Llorens, político español, marqués (f.1899).
- 1844: Paul Verlaine, poeta francés (f. 1896).
- 1853: Vincent van Gogh, pintor neerlandés (f. 1890).
- 1857: Léon Charles Thévenin, ingeniero en telegrafía francés (f. 1926).
- 1864: John Montagu Douglas Scott, VII duque de Buccleuch (f. 1935).
- 1864: Franz Oppenheimer, sociólogo y economista político alemán (f. 1943).
- 1868: Koloman Moser, pintor, dibujante y diseñador austriaco (f. 1918).
- 1879: Bernhard Schmidt, astrónomo alemán (f. 1935).
- 1880: Sean O'Casey, dramaturgo irlandés (f. 1964).
- 1882: Emma Jung, analista y escritora suiza (f. 1955).
- 1892: Erhard Milch, militar alemán (f. 1972).
- 1895: Jean Giono, escritor francés (f. 1970).
- 1897: José Esquivel Pren, historiador y escritor mexicano (f. 1982).
- 1900: María Moliner, bibliotecaria, filóloga y lexicógrafa española (f. 1981).
- 1903: Countee Cullen, poeta estadounidense (f. 1946).
- 1909: Ernst Gombrich, historiador del arte y escritor británico de origen austriaco (f. 2001).
- 1913: Marc Davis, animador y dibujante estadounidense (f. 2000).
- 1913: Frankie Laine, cantante estadounidense (f. 2007).
- 1915: Arsenio Erico, futbolista paraguayo (f. 1977).
- 1915: Quico Sabaté, anarquista español (f. 1960).
- 1917: Ángela Alessio Robles, ingeniera mexicana (f. 2004).
- 1920: Raúl Berón, cantante argentino de tangos (f. 1982).
- 1922: Virgilio Noè, cardenal italiano (f. 2011).
- 1924: José María Martínez Cachero, catedrático y escritor español (f. 2010).
- 1925: José María Martín Patino, teólogo español (f. 2015).
- 1926: Peter Marshall, personalidad de televisión y cantante estadounidense (f. 2024).
- 1926: Ingvar Kamprad, empresario sueco (f. 2018).
- 1926: Thiago de Mello, poeta brasileño (f. 2022).
- 1928: Diether de la Motte, músico, crítico y musicólogo alemán (f. 2010).
- 1928: Tom Sharpe, escritor británico (f. 2013).
- 1929: Lilia Prado, actriz mexicana (f. 2006).
- 1929: Richard Dysart, actor estadounidense (f. 2015).
- 1930: John Astin, actor estadounidense.
- 1930: Félix Guattari, filósofo y activista francés (f. 1992).
- 1933: Gervasio Guillot, juez uruguayo (f. 2011).
- 1933: Axel Pauls, productor y actor argentino (f. 2009).
- 1933: Joe Ruby, escritor de televisión, creador de dibujos animados y productor estadounidense (f. 2020).
- 1934: Hans Hollein, arquitecto y diseñador austriaco (f. 2014).
- 1935: Eusebio Ríos, futbolista y entrenador español (f. 2008).
- 1937: Warren Beatty, actor y cineasta estadounidense.
- 1940: Jerry Lucas, baloncestista estadounidense.
- 1940: Uwe Timm, escritor alemán.
- 1943: Alfonso Ungría, cineasta español.
- 1944: Javier Krahe, cantautor español (f. 2015).
- 1945: Eric Clapton, músico británico.
- 1946: Manuel Camacho Solís, político y economista mexicano (f. 2015).
- 1946: Ana María Picchio, actriz argentina.
- 1948: Eddie Jordan, propietario irlandés de equipo de automovilismo.
- 1949: José María Mato de la Paz, bioquímico e investigador español.
- 1950: Robbie Coltrane, actor británico (f. 2022).
- 1951: Jorge Alemán, psicoanalista, filósofo, politólogo, poeta y escritor argentino.
- 1952: Adanies Díaz, cantante colombiano (f. 1983).
- 1955: Humberto Vélez, doblador mexicano (Los Simpsons).
- 1955: Beatriz Monroy, primera actriz mexicana.
- 1956: Juanito Oiarzabal, montañero español.
- 1957: Antonio Caño, periodista español.
- 1958: Javier Pereira (supercentenario), fue un indígena zenú colombiano que tenía más de 169 años en el momento de su muerte. (f. 1789).
- 1958: Maurice LaMarche, actor de voz y comediante canadiense-estadounidense.
- 1961: Mike Thackwell, piloto neozelandés de automovilismo.
- 1962: Greg Capullo, dibujante de historietas estadounidense.
- 1962: MC Hammer, rapero estadounidense.
- 1963: Roberto Antonio, cantante venezolano.

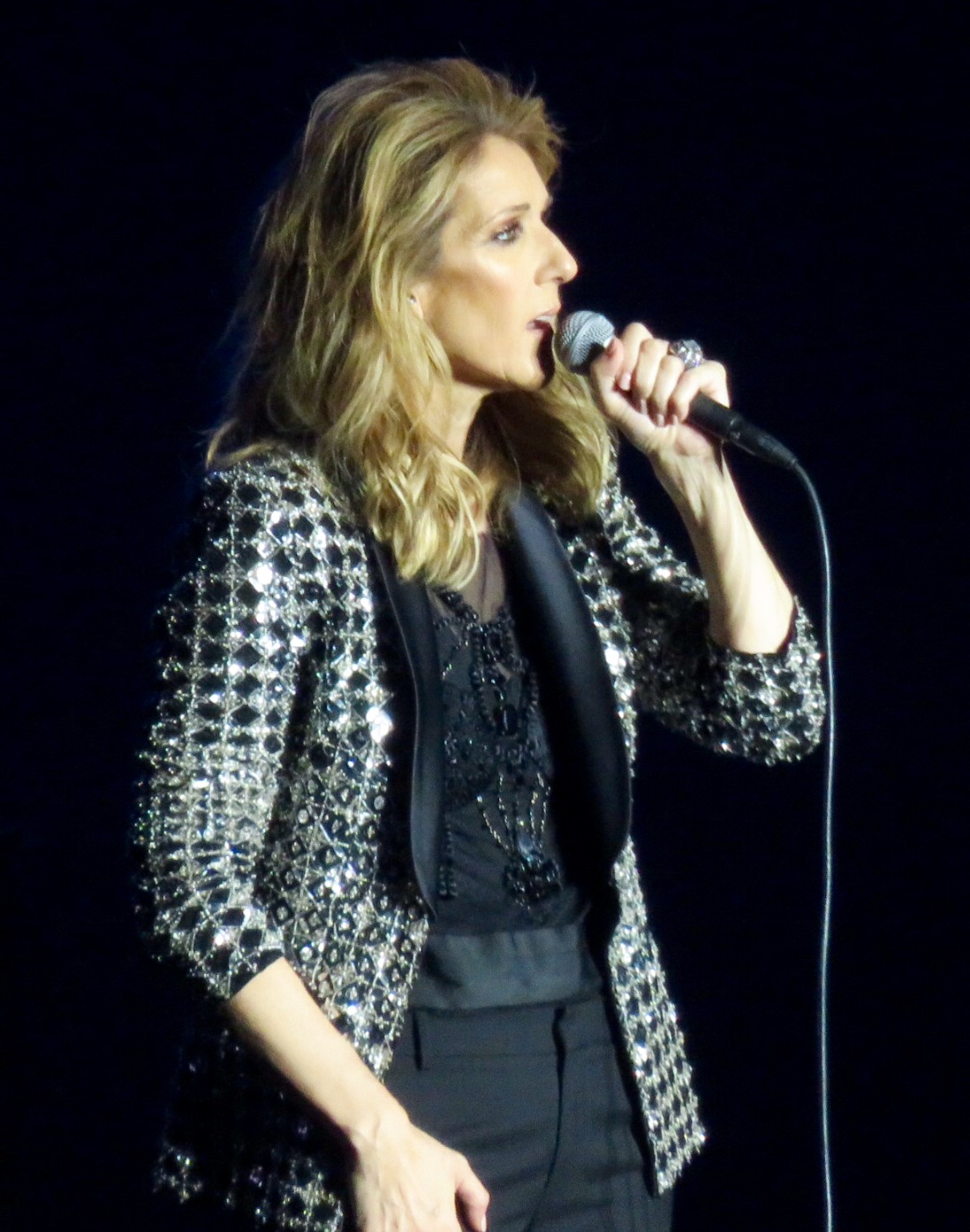
Céline Dion

- 1964: Tracy Chapman, cantante estadounidense.
- 1965: Piers Morgan, conductor de televisión y editor británico.
- 1966: Joey Castillo, baterista estadounidense, de la banda Queens of the Stone Age.
- 1966: Rafa Kas, cantante y guitarrista de rock español.
- 1968: Céline Dion, cantante canadiense.
- 1968: Orlando Petinatti, presentador de televisión, locutor y empresario uruguayo.
- 1969: Troy Bayliss, piloto australiano de motociclismo.
- 1970: Stéphane Ortelli, piloto francés de automovilismo.
- 1971: Viviana Canosa, conductora de televisión argentina.
- 1972: Karel Poborský, futbolista checo.
- 1973: Jan Koller, futbolista checo.
- 1974: Tomislav Butina, futbolista croata.
- 1976: Bernardo Corradi, futbolista italiano.
- 1977: Lucas Ferraro, actor argentino.
- 1978: Andrea Nocetti, modelo y actriz colombiana.
- 1978: Chris Paterson, rugbista británico.
- 1978: Christoph Spycher, futbolista suizo.
- 1979: Daniel Arenas, actor colombiano.
- 1979: Norah Jones, cantante estadounidense.
- 1979: Anatoliy Timoshchuk, futbolista ucraniano.
- 1979: Simon Webbe, músico británico.
- 1979: Stéphane Grichting, futbolista suizo.
- 1980: Paul Wall, rapero estadounidense.
- 1980: Mauricio Vila Dosal, político mexicano. Gobernador de Yucatán entre 2018 y 2024.
- 1981: Katy Mixon, actriz y modelo estadounidense.
- 1982: A-Trak, remezclador y productor de origen canadiense.
- 1982: Philippe Mexès, futbolista francés.
- 1982: Jason Dohring, actor estadounidense.
- 1982: Javier Portillo, futbolista español.
- 1983: Jérémie Aliadière, futbolista francés.
- 1983: Yeom Ki-hun, futbolista surcoreano.
- 1984: Mario Ančić, tenista croata.

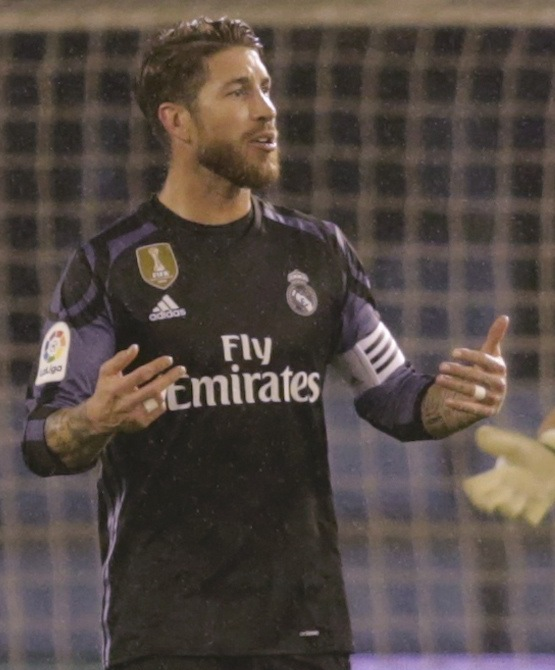
Sergio Ramos

- 1984: Samantha Stosur, tenista australiana.
- 1984: Laurent Walthert, futbolista suizo.
- 1986: Ramón Espinar Merino, político español.
- 1986: Sergio Ramos, futbolista español.
- 1987: Juan Pablo Pino, futbolista colombiano.
- 1988: Richard Kevin Sherman, jugador de fútbol americano.
- 1990: Cassie Scerbo, actriz estadounidense.
- 1990: Thomas Rhett, cantante y compositor estadounidense.
- 1991: Solkin Ruz, actor de televisión mexicano.
- 1993: Ron Baker, baloncestista estadounidense.
- 1993: Anitta, cantante brasileña.
- 1994: Almudena Amor, actriz española.
- 1994: Jetro Willems, futbolista neerlandés.
- 1996: Nayef Aguerd, futbolista marroquí.
- 1997: Igor Zubeldia, futbolista español.
- 1997: Gideon Adlon, actriz estadounidense.
- 1997: Astemir Gordyushenko, futbolista ruso.
- 1997: Cha Eun-woo, cantante y actor surcoreano, integrante del grupo Astro.
- 1997: Bruno Tabata, futbolista brasileño.
- 1997: Florent Hasani, futbolista kosovar.
- 1997: Gabriel N'Gandebe, rugbista francés.
- 1997: Admiral Schofield, baloncestista estadounidense.
- 1998: Janella Salvador, actriz y cantante filipina.
- 1998: Nacho Méndez, futbolista español.
- 1999: Vjačeslavs Kudrjavcevs, futbolista letón.
- 1999: Adrián Butzke, futbolista español.
- 1999: Carlos Martínez Castro, futbolista costarricense.
- 1999: Daniela Atehortua, ciclista colombiana.
- 1999: Jaylen Hoard, baloncestista francés.
- 1999: Nathan Ismar, atleta francés.
- 1999: João Pedro Neves Filipe, futbolista portugués.
- 1999: Noah Cardona, ciclista francés.
- 1999: Wesley Ribeiro Silva, futbolista brasileño.
- 1999: Issa Diakité, taekwondista marfileño.
- 1999: Tomás Sandoval, futbolista argentino.
- 1999: Tara Rigney, remera australiana.
- 1999: Michal Tomič, futbolista eslovaco.
- 2000: Colton Herta, piloto de automovilismo estadounidense.
- 2000: Daniel Williamson, remero neozelandés.
- 2000: Antonio Manuel Casas Marín, futbolista español.
- 2000: Leonardo Lelo, futbolista portugués.
- 2001: Sandra Escacena, actriz española.
- 2001: Jeyhun Nuriyev, futbolista azerí.
- 2001: Anastasia Potapova, tenista rusa.
- 2001: Anderson Contreras, futbolista venezolano.
- 2001: Valentina Díaz, futbolista chilena.
- 2002: Ali Al-Omari, futbolista yemení.

## Fallecimientos
- 1225: Gertrudis de Dagsburgo, aristócrata y compositora trovera francesa (n. 1190/1205)
- 1783: William Hunter, anatomista y médico escocés (n. 1718).
- 1806: Georgiana Cavendish, noble británica (n. 1757).
- 1849: Tomás Romay, médico cubano (n. 1764)
- 1869: Pedro Mom, marino francés (n. 1787).
- 1875: Dalmacio Vélez Sársfield, jurista, abogado y político argentino (n. 1800).[3]
- 1879: Teodoro Cottrau, compositor italiano (n. 1827).
- 1900: Leonardo Murialdo, sacerdote y santo católico italiano (n. 1828).
- 1910: Andrés Cepeda, poeta anarquista argentino (n. 1869).
- 1911: Pellegrino Artusi, gastrónomo italiano (n. 1820).
- 1912: Karl May, novelista alemán (n. 1842).
- 1925: Rudolf Steiner, ocultista, esoterista y curandero austrocroata, autodenominado clarividente, fundador de la antroposofía (n. 1861).
- 1929: Manuel Mayol, pintor español (n. 1865).
- 1936: Conchita Supervía, mezzosoprano española (n. 1895).
- 1938: Agustín Víctor Casasola, fotógrafo mexicano (n. 1874).
- 1947: Arthur Machen, escritor, periodista y actor británico (n. 1863).
- 1949: Friedrich Bergius, químico e industrial alemán, premio nobel de química en 1931 (n. 1884).
- 1950: Léon Blum, político francés (n. 1872).
- 1952: Delfina Bunge, escritora argentina (n. 1881).
- 1952: Ronald Rawson, boxeador británico (n. 1892).
- 1955: Eleanor Fitzgerald, editora y actriz estadounidense (n. 1877).
- 1956: Luis Bayón Herrera, cineasta, dramaturgo y guionista argentino (n. 1889).
- 1956: Larry Williams, director estadounidense de fotografía (n. 1889).
- 1965: Philip Showalter Hench, médico estadounidense, premio nobel de fisiología o medicina en 1950 (n. 1896).
- 1966: Erwin Piscator, cineasta alemán (n. 1893).
- 1969: Lucien Bianchi, piloto italiano de automovilismo (n. 1934).
- 1973: Yves Giraud-Cabantous, piloto francés de automovilismo (n. 1904).
- 1979: José María Velasco Ibarra, político ecuatoriano (n. 1893).
- 1980: Tôn Đức Thắng, político vietnamita, segundo presidente de Vietnam del Norte (n. 1888).
- 1985: Manuel Guerrero Ceballos (36), Santiago Nattino (63) y José Manuel Parada (34), profesores chilenos, asesinados por la dictadura de Pinochet.
- 1986: James Cagney, actor estadounidense (n. 1899).
- 1995: Paul A. Rothchild, productor estadounidense (n. 1935).
- 1997: Julio Philippi Izquierdo, abogado, diplomático y político chileno (n. 1912).
- 1997: Georges Jeanclos, escultor francés (n. 1933).
- 2002: Isabel Bowes-Lyon, monarca británica (n. 1900).
- 2003: Ignacio Echarri, futbolista español (n. 1932).
- 2003: Michael Jeter, actor estadounidense (n. 1952).
- 2003: Alejandro Lozano, artista español (n. 1939).
- 2003: Valentín Pávlov, político y economista ruso (n. 1937).
- 2005: Derrick Plourde, baterista estadounidense, de las bandas Lagwagon y The Ataris (n. 1971).
- 2005: Robert Creeley, poeta estadounidense (n. 1926).
- 2006: Simón Sánchez Montero, político español (n. 1915).
- 2007: María Julia Hernández, activista salvadoreña (n. 1939).
- 2008: Sergio Luyk, baloncestista español (n. 1971).
- 2010: Nelly Panizza, actriz argentina (n. 1929).
- 2011: Amalia Avia, pintora española (n. 1926).
- 2011: Humberto Ciganda, político uruguayo (n. 1921).
- 2011: Jorge R. Camacho Lazo, pintor cubano (n. 1934).
- 2011: Liudmila Gúrchenko, cantante y actriz ucraniana nacionalizada rusa (n. 1935).
- 2011: Víctor Licandro, periodista, político y militar uruguayo (n. 1918).
- 2013: Francisco Javier López Peña, terrorista español (n. 1958).
- 2013: Phil Ramone, compositor, ingeniero de grabación y productor musical estadounidense (n. 1941).
- 2013: Valeri Zolotujin, actor ruso (n. 1941).
- 2014: Kate O'Mara, actriz británica (n. 1939).
- 2015: Ingrid van Houten-Groeneveld, astrónoma neerlandesa (n. 1921).
- 2015: Aniceto Molina, acordeonista y cantautor colombiano en el género cumbia (n. 1939).
- 2017: Shirley Hufstedler, política estadounidense (n. 1925).
- 2019: Tania Mallet, modelo y actriz británica (n. 1941).
- 2020: Manolis Glezos, político griego (n. 1922).
- 2020: Bill Withers, músico y cantautor estadounidense (n. 1938).
- 2021: G. Gordon Liddy, abogado estadounidense (n. 1930).
- 2021: Claire de la Fuente, cantante filipina (n. 1958).
- 2022: Tom Parker, cantante británico, de la banda The Wanted (n. 1988).
- 2022: Juan Carlos Cárdenas, futbolista y entrenador argentino (n. 1945).
- 2023: Laura Gómez-Lacueva, actriz española (n. 1975).
- 2023: Emmily Rodrigues Santos Gomes, modelo brasileña (n. 1997).
- 2024: Chance Perdomo, actor británico-estadounidense (n. 1996).
- 2024: Fred Gamble, piloto de automovilismo estadounidense (n. 1932).
- 2025: Barbara Frischmuth, escritora austriaca (n. 1941).

## Celebraciones
- Día Mundial del Trastorno Bipolar.[4][5]

- Día Escolar de la No Violencia y la Paz.
(Hemisferio Sur).

Compartidas
- Naciones Unidas: 
  - Día Internacional de Cero Desechos.
Es una jornada de sensibilización que se celebra el 30 de marzo desde 2023, establecida por la Asamblea General de las Naciones Unidas (AGNU) el 14 de diciembre de 2022.
  - Día Internacional de las Trabajadoras del Hogar.[6][7]
Con el fin de reivindicar y concientizar sobre los derechos de las mujeres que hacen trabajos domésticos. Fue instituido por el Primer Congreso Internacional de Trabajadoras del Hogar celebrado en 1988 en Bogotá.

 Por países
(Por orden alfabético)
- Estados Unidos: 
  - Día Nacional del Médico.
Esta fecha surgió de Eudora Brown Almond, esposa del Dr. Charles B. Almond, y la fecha conmemora el primer uso de anestesia general en cirugía por el Dr. Crawford Long en 1842. La primera celebración oficial fue el 28 de marzo de 1933 en Winder, Georgia. En 1990, el Congreso de Estados Unidos estableció oficialmente el 30 de marzo como Día Nacional del Médico. Desde 2017,[8] la celebración se ha expandido a la Semana del Médico, enfocándose en el bienestar y la defensa de los médicos.[9]
  - Día Nacional del Lápiz.[10]
(en inglés: National Pencil Day).
  - Día de Dar un Paseo por el Parque.[11]
(en inglés: National Take a Walk in the Park Day).

- Palestina: 
  - Día de la Tierra (Palestina) (en árabe: يوم الأرض‎, Yom al-Ard; hebreo: יוֹם הַאֲדָמָה: יוֹם הַאֲדָמָה, Yom HaAdama). Es el día en el que los palestinos conmemoran anualmente los acontecimientos que tuvieron lugar el 30 de marzo de 1976. En respuesta al anuncio del gobierno israelí de un plan para expropiar gran cantidad de tierra de propiedad palestina para dedicarla a nuevos asentamientos judíos, se organizaron una huelga general y numerosas manifestaciones en las ciudades de mayoría palestina de Israel desde la Galilea hasta el Néguev.[12][13] En los consiguientes enfrentamientos entre manifestantes por un lado y ejército y policía israelíes por otro, seis ciudadanos árabes desarmados fueron asesinados,[14]unos cien más resultaron heridos y varios cientos más fueron arrestados.[13][15][16][17]

- Trinidad y Tobago: 
  - Día de la Liberación Bautista Espiritual.[18]
En este país la religión bautista espiritual es una mezcla de protestantismo y creencias africanas. El gobierno colonial de entonces prohibió la religión bautista espiritual de 1917 a 1951.

### Santoral católico
- San Segundo de Asti, mártir.

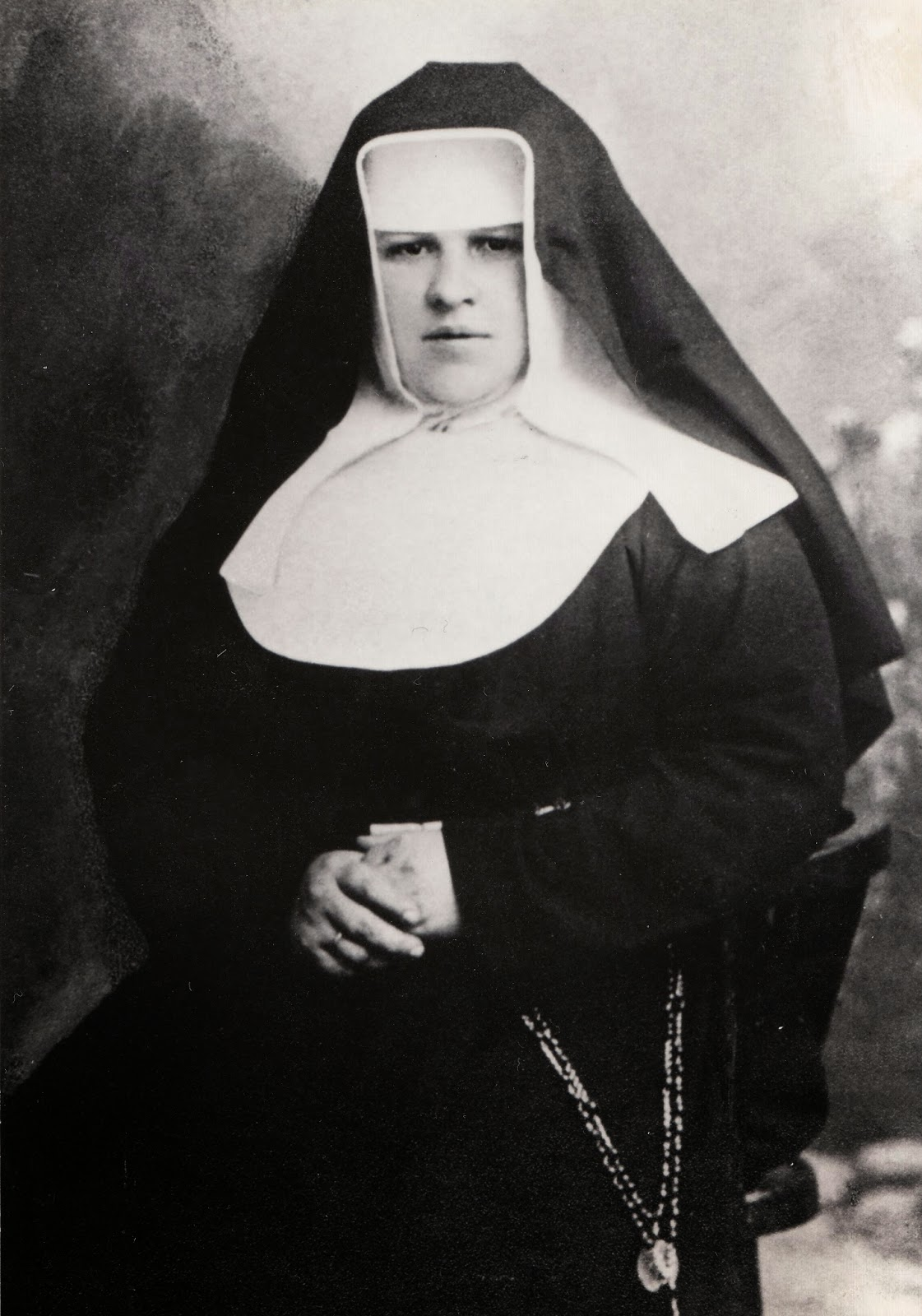
Beata María Restituta Kafka.

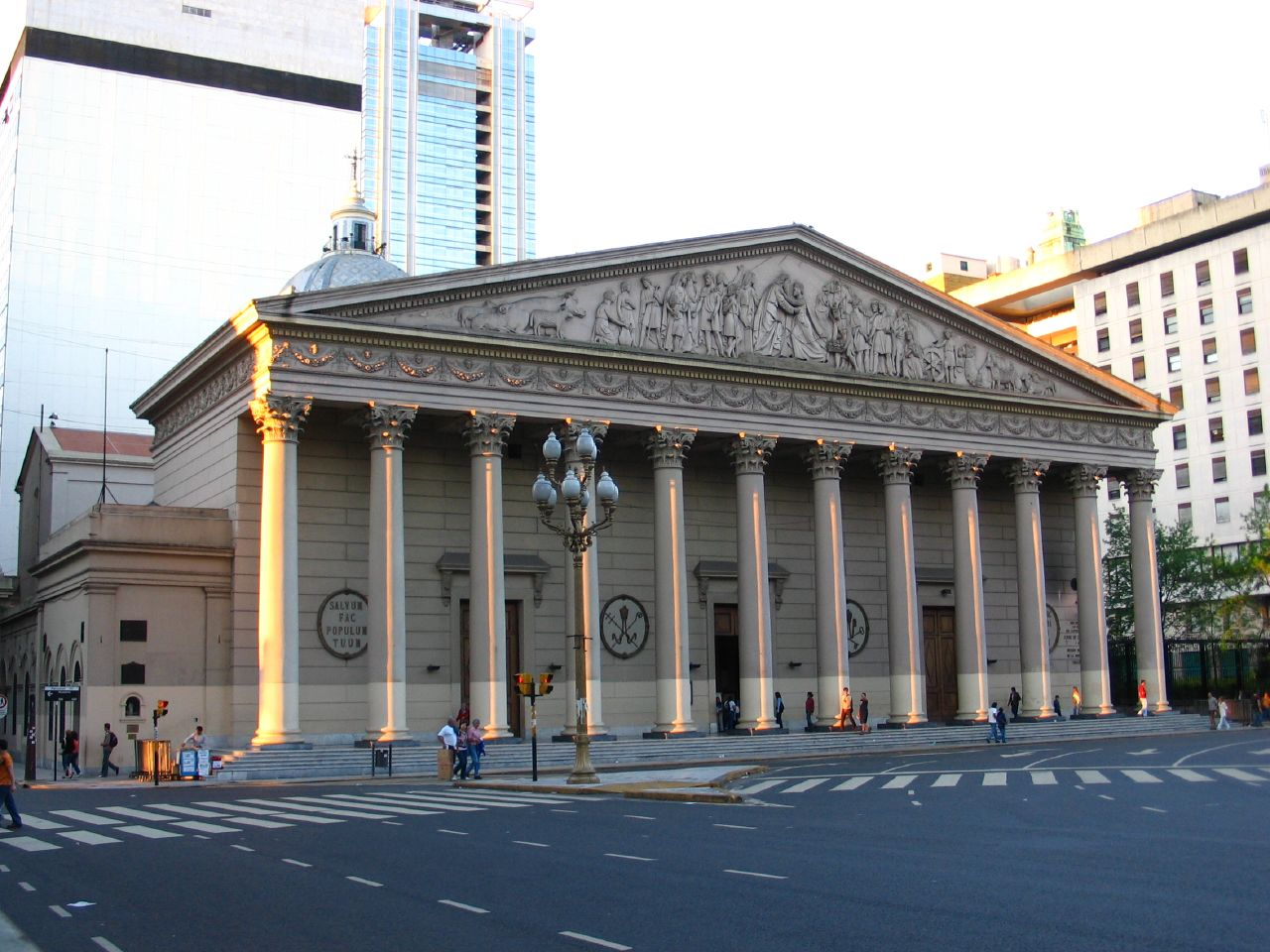
Catedral Metropolitana de Buenos Aires, Argentina.

- San Domnino de Tesalónica, mártir (s. IV).
- San Régulo de Senlis, obispo (s. IV).
- Santos mártires de Constantinopla (s. IV).
- San Juan Clímaco, abad (f. 649).
- San Zósimo de Siracusa, obispo (f. c. 600).[19]
- Santa Osburga de Coventry, abadesa (f. c. 1018).
- San Clino de Aquino, abad (f. c. 1030).
- San Pedro Regalado, presbítero (f. 1456).
- Beato Amadeo IX de Saboya, duque (f. 1472).
- Santos Antonio Daveluy, Pedro Aumaître, Martín Lucas Huin, José Chang Chu-gi, Tomás Son Cha-son y Lucas Hwang Sok-tu, mártires (f. 1866).
- Beato Luis de Casoria, presbítero (f. 1885).
- San Leonardo Murialdo, presbítero (f. 1900).
- San Julio Álvarez Mendoza, presbítero y mártir (f. 1927).
- Beata María Restituta Kafka, virgen y mártir (f. 1943).(imagen ilustrativa).

 Por países
(Por orden alfabético)
- Argentina: 
  - Aniversario de la creación de la Diócesis de Buenos Aires. (Como Diócesis de la Santísima Trinidad del Puerto de Buenos Aires). (imagen ilustrativa).
Fundación: 30 de marzo de 1620 (405 años), por decreto del papa Paulo V.